# Olena Chomrova
Olena Chomrova (in ucraino Олена Хомрова?; Mykolaïv, 16 maggio 1987) è una schermitrice ucraina, vincitrice di una medaglia d'oro nella scherma ai giochi olimpici.

## Palmarès
In carriera ha conseguito i seguenti risultati:
- Giochi Olimpici:

Pechino 2008: oro nella sciabola a squadre.
- Mondiali di scherma

San Pietroburgo 2007: argento nella sciabola a squadre.
Antalia 2009: oro nella sciabola a squadre.
Parigi 2010: bronzo nella sciabola individuale e argento nella sciabola a squadre.
Catania 2011: argento nella sciabola a squadre.
Kiev 2012: argento nella sciabola a squadre.
- Europei di scherma

Zalaegerszeg 2005: bronzo nella sciabola a squadre.
Gand 2007: argento nella sciabola a squadre e bronzo individuale.
Kiev 2008: argento nella sciabola a squadre.
Lipsia 2010: oro nella sciabola a squadre.
Sheffield 2011: argento nella sciabola a squadre.
Legnano 2012: argento nella sciabola a squadre.